# Central Mindanao University

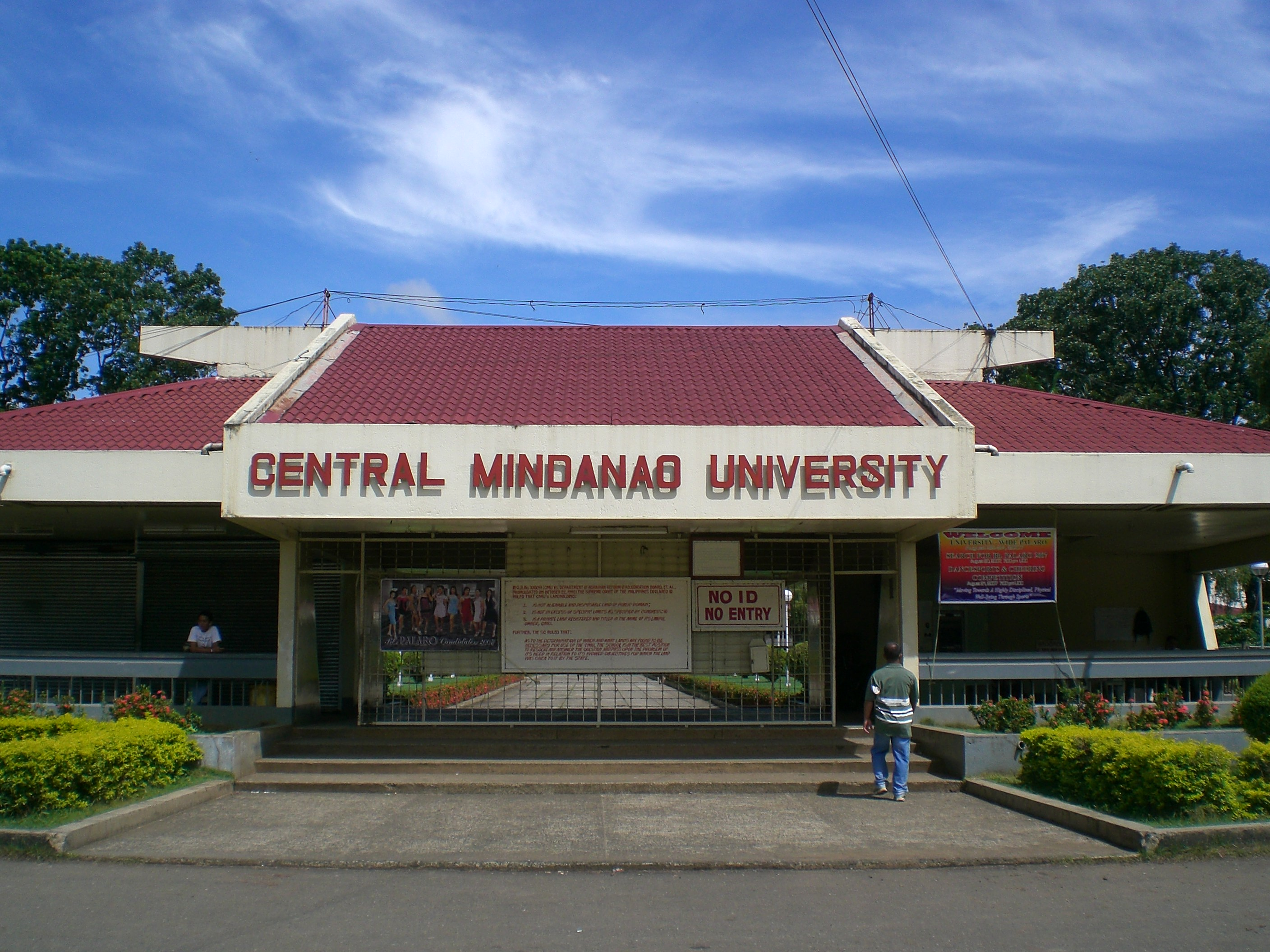
Eingang zur Universität

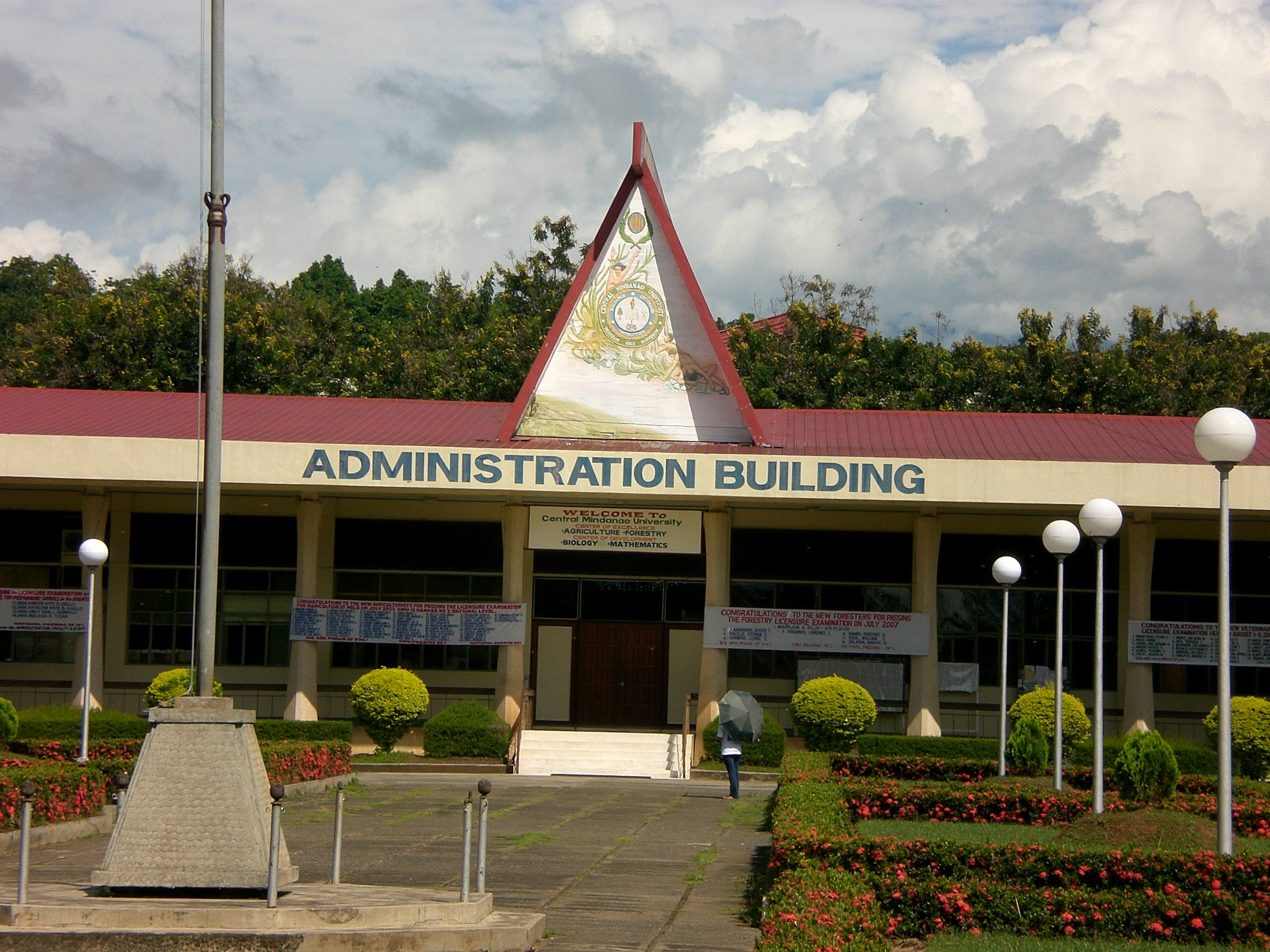
Das Gebäude der Verwaltung

Die Central Mindanao University (CMU) befindet sich in der Provinz Bukidnon auf den Philippinen. Sie gilt als eine bedeutende Bildungseinrichtung in der Verwaltungsregion Northern Mindanao. Die Universität hat einen Standort, der eine Gesamtfläche von ca. 30,8 km² umfasst. Die Universität gilt als ein international renommiertes Forschungsinstitut in den Bereichen Land- und Forstwirtschaft. Sie gilt in beiden Forschungs- und Ausbildungsbereichen als eine der drei zentralen Hochschulen der Philippinen, die anderen beiden sind die Visayas State University (VSU) und die Central Luzon State University (CLSU).
Die Universität hat einen Campus und dieser befindet sich in der Gemeinde Maramag, nahe dem Vulkan Musuan. An der Universität schrieben sich im zweiten Semester 2011 9.014 Studenten ein. Das Lehr- und Verwaltungspersonal der Universität umfasst ca. 900 Personen.

## Fakultäten
Die Central Mindanao University beherbergt neun verschiedene Fakultäten, diese sind in Hochschul- und Fachschulbereiche, sowie in der Berufsausbildung in Colleges gegliedert. Des Weiteren befinden sich eine allgemeinbildende Schulen im Organisationssystem der Universität. Dieses sind College of Agriculture, College of Arts and Sciences, College of Commerce and Accountancy, College of Education, College of Engineering, College of Forestry, College of Home Economics, College of Nursing und das College of Veterinary Science and Medicine.

## Geschichte
Die Geschichte der Universität begann 1910, als die Mailag Industrial School in Malaybalay eröffnet wurde. Diese wurde 1918 umbenannt in die Bukidnon Agricultural School. 1923 wurde der Status der Schule erhöht und die Bukidnon Rural High School eröffnet, diese erhielt für Feldversuche eine Fläche von 7,24 km² zugesprochen. 1928 wurde die Schule umbenannt in die Bukidnon Agricultural High School und 1938 wurde diese Bildungseinrichtung für die Ausbildung von Frauen geöffnet. Nach dem Zweiten Weltkrieg wurde die Schule nach Maramag verlegt. Am 21. Juni 1952 wurde die Schule in das Mindanao Agricultural College (MAC) überführt. 1958 wurde auf Anraten des Secretary of Agriculture and Natural Resources die Fläche für Feldversuche auf 34 km² erweitert. Am 19. Juni 1965 erhielt schließlich das College den Status einer Universität und die Central Mindanao University konnte eröffnet werden. 1974 wurde die Fläche der Universität auf 30,8 km² verkleinert.